# Attilio Palatini
Attilio Palatini (Treviso, 18 novembre 1889 – 24 agost 1949) fou un matemàtic italià conegut pels seus treballs en la teoria de relativitat general.
Attilio es va graduar en matemàtiques el 1913 a la Universitat de Padua, on fou estudiant de doctorat de Ricci-Curbastro i Levi-Civita.
Va ensenyar mecànica racional a les Universitats de Messina, Parma i Pavia. Els seus treballs es van focalitzar en càlcul diferencial absolut i en la teoria de la relativitat. Dins d'aquest darrer camp va proposar una coneguda generalització del principi variacional.
El 1919, Palatini va escriure un article important on va proposar una aproximació nova a la formulació variacional de les equacions de camp gravitacional d'Einstein. En el mateix paper, Palatini també va mostrar que les variacions dels símbols de Christoffel constitueixen les components de coordenades d'un tensor. La formulació de Palatini es basa en considerar la mètrica i la connexió com a variables independents a l'equació de l'acció de Hilbert-Einstein. Variant l'acció amb la connexió dona una equació de moviment que no és més que la condició de la metricitat sobre la mètrica, és a dir, que la mètrica és constantment covariant.
Va escriure els articles de "Mecànica Racional" i "Teoria de la relativitat" per a l' Enciclopèdia Hoepli de matemàtiques Elementals.
És conegut en particular pels següents treballs en física matemàticaː
- Acció self-dual de Palatini
- Acció Tetràdrica de Palatini
- Identitat de Palatini
- Variació de Palatini